# Hof Lilach
Hof Lilach ist eine Kleinsiedlung, die auf der Gemarkung des Wittighäuser Ortsteils Poppenhausen im Main-Tauber-Kreis liegt.

## Geographie

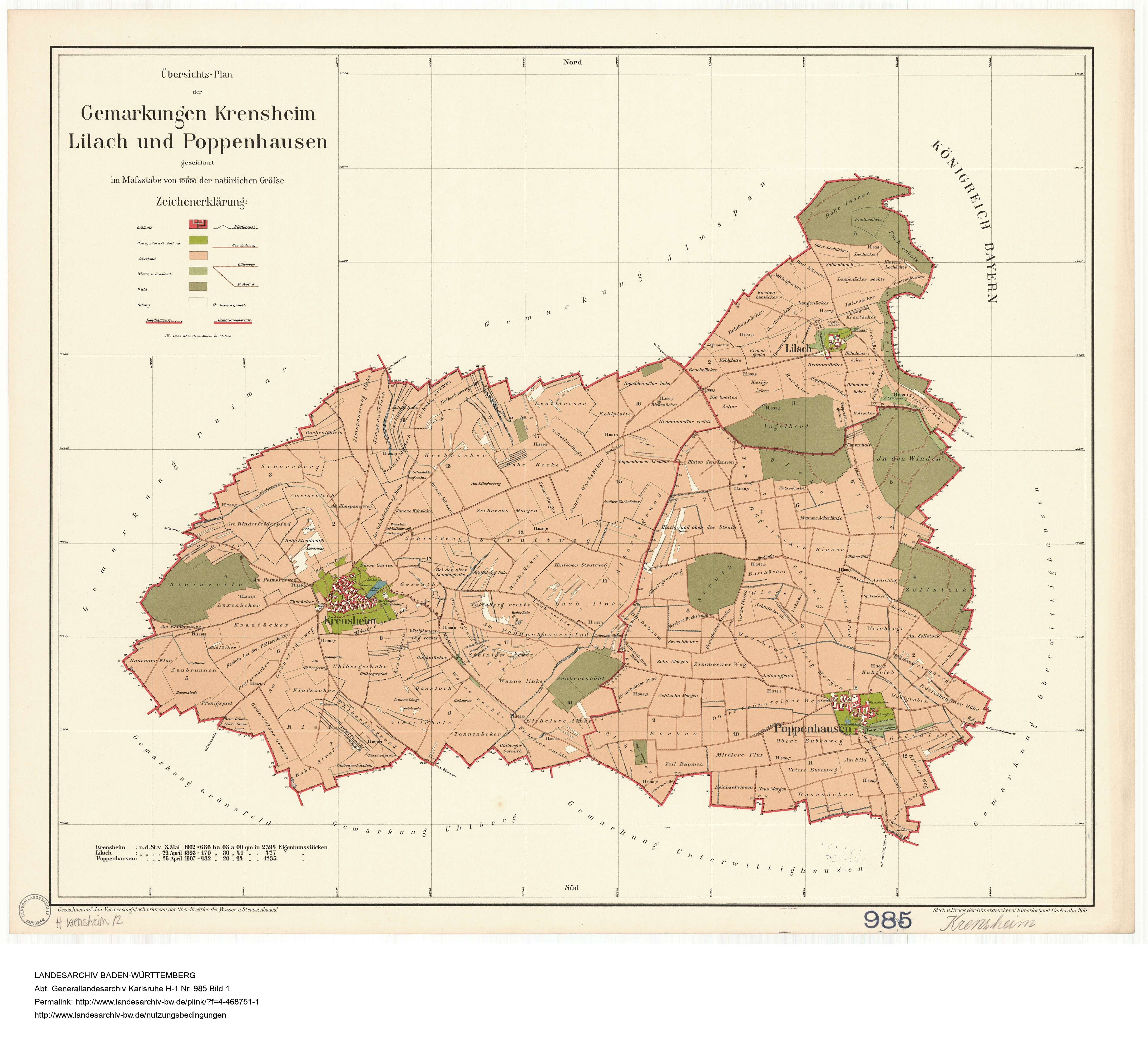
Die ehemals eigenständige Gemarkung von Hof Lilach, 1910, daneben die Gemarkungen von Poppenhausen und Krensheim

Hof Lilach liegt etwa drei Kilometer nördlich von Poppenhausen und etwa drei Kilometer südöstlich von Ilmspan.

## Geschichte
Die Geschichte Hof Lilachs entspricht in etwa der Geschichte Poppenhausens. Im Jahre 1864 wurde eine Hofkapelle errichtet. Im Jahre 1925 wurde die eigene Gemarkung von Hof Lilach aufgehoben und Poppenhausen zugeordnet. Auf dem Messtischblatt Nr. 6324 „Grünsfeld“ von 1932 wurde der Ort als Lilach bezeichnet und es befanden sich etwa ein Dutzend Gebäude sowie die bereits erwähnte Hofkapelle vor Ort. Am 1. Januar 1972 kam Hof Lilach als Teil von Poppenhausen zur Gemeinde Wittighausen.

## Kultur und Sehenswürdigkeiten
Siehe auch: Liste der Kulturdenkmale in Hof Lilach

### Hofkapelle
In der Kleinsiedlung befindet sich eine neuromanische Hofkapelle bzw. Kapelle zur Schmerzhaften Mutter von 1864.

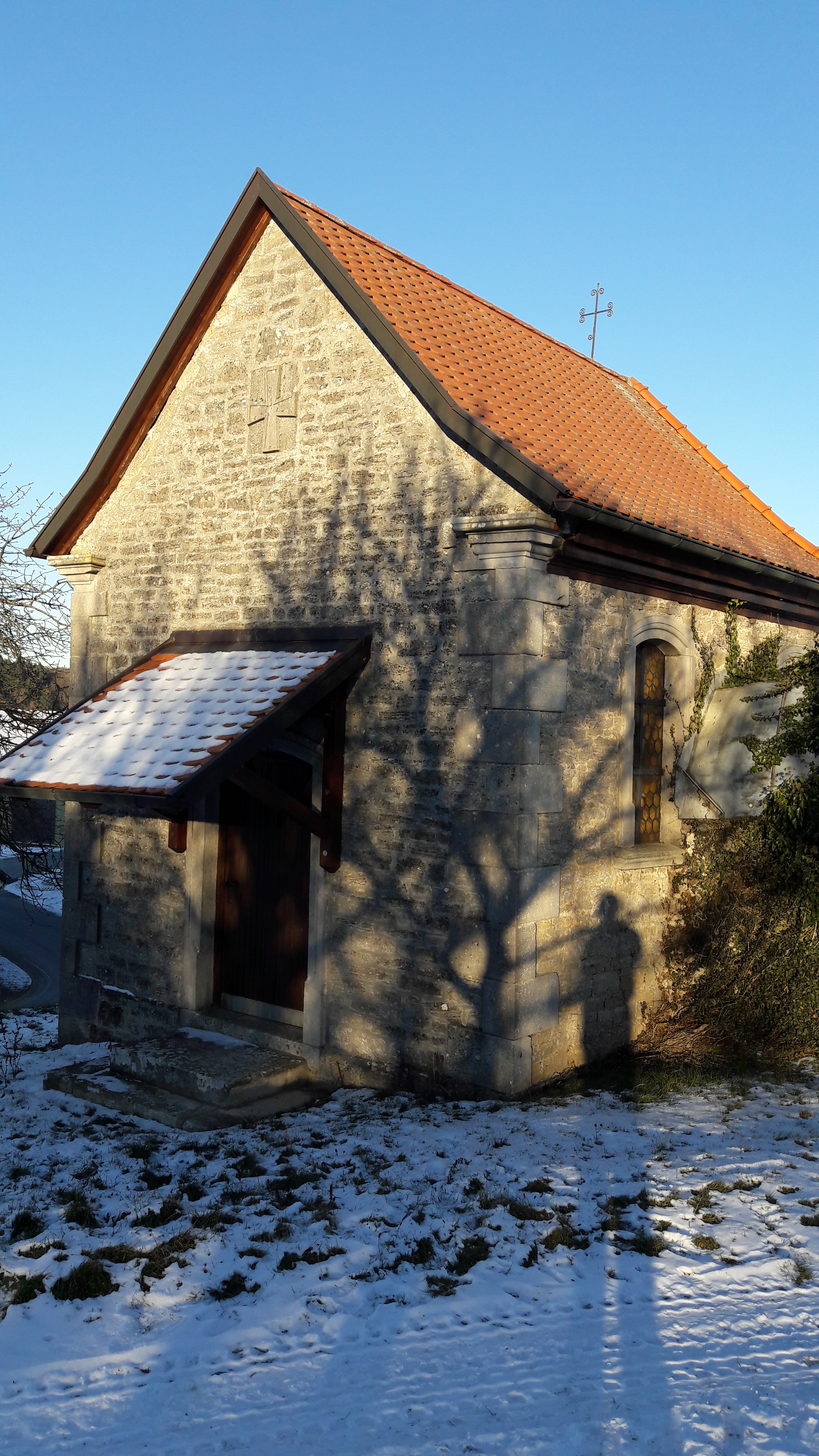
Hofkapelle von 1864 mit seitlich angebauter Lourdesgrotte
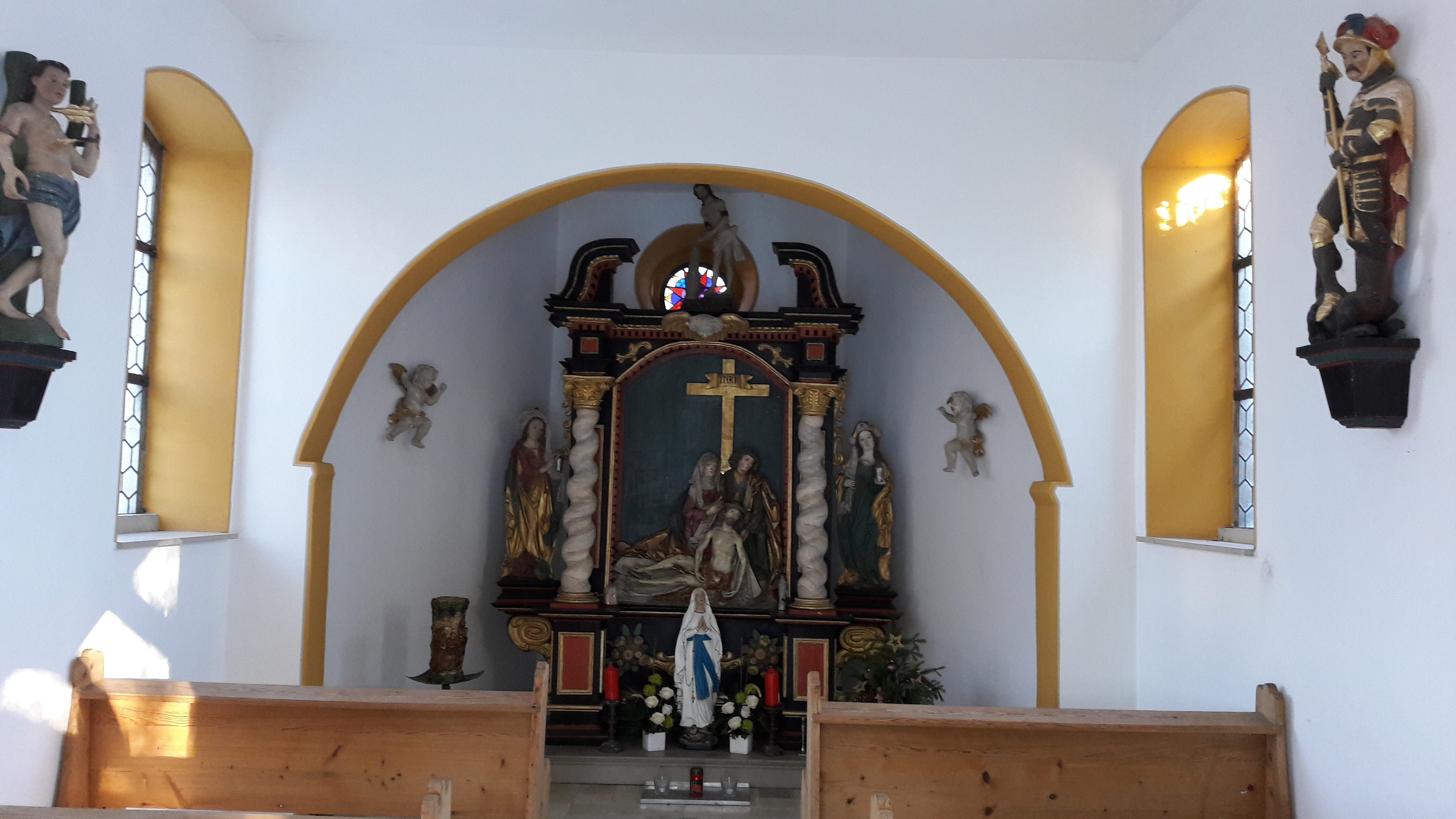
Innenansicht der Hofkapelle

### Kreuzkapelle
An einem Waldrand in Richtung Ilmspan befindet sich eine neuromanische Kreuzkapelle bzw. Kapelle zum Heiligen Kreuz von 1877/78.

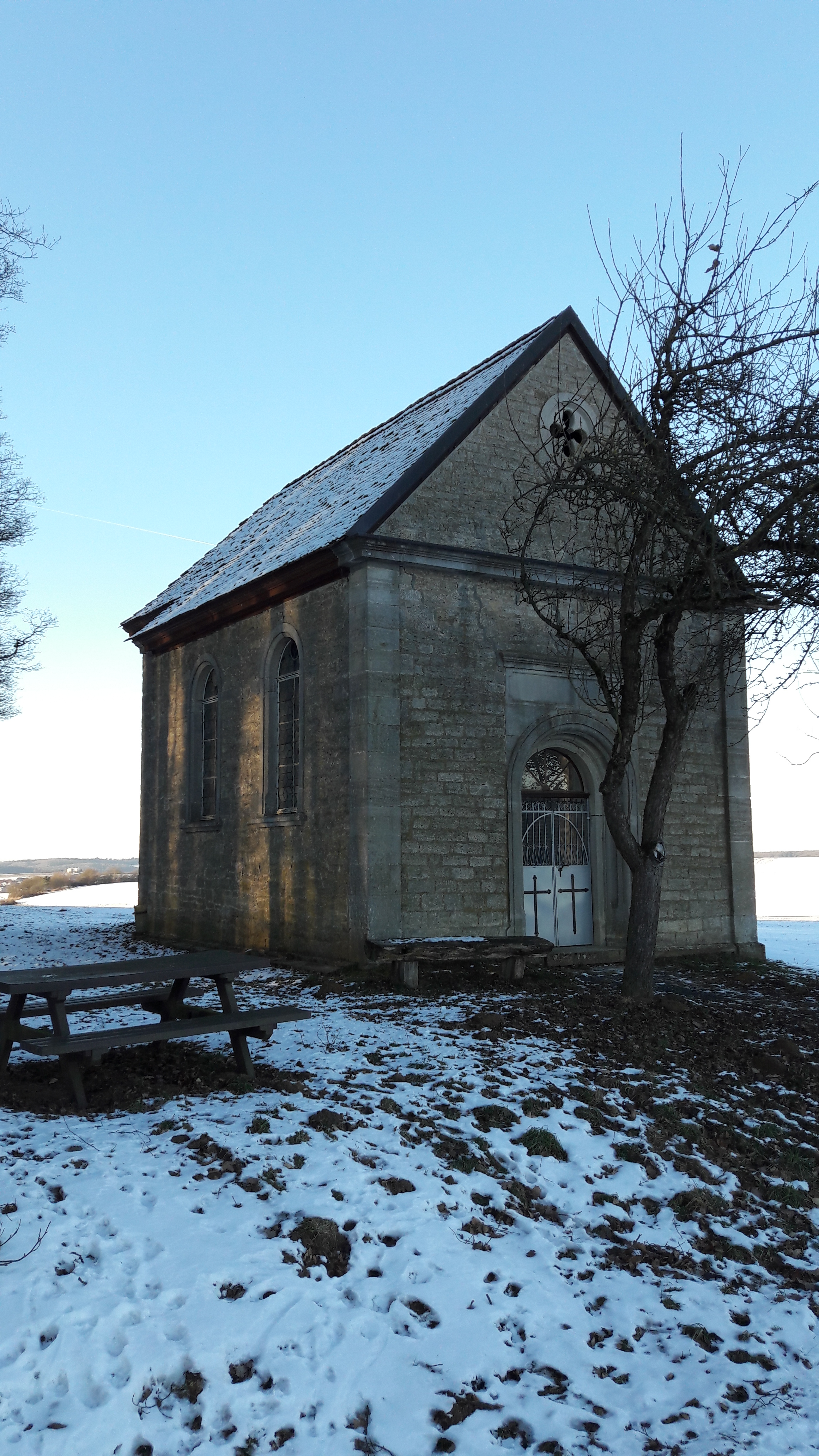
Kreuzkapelle von 1877/78
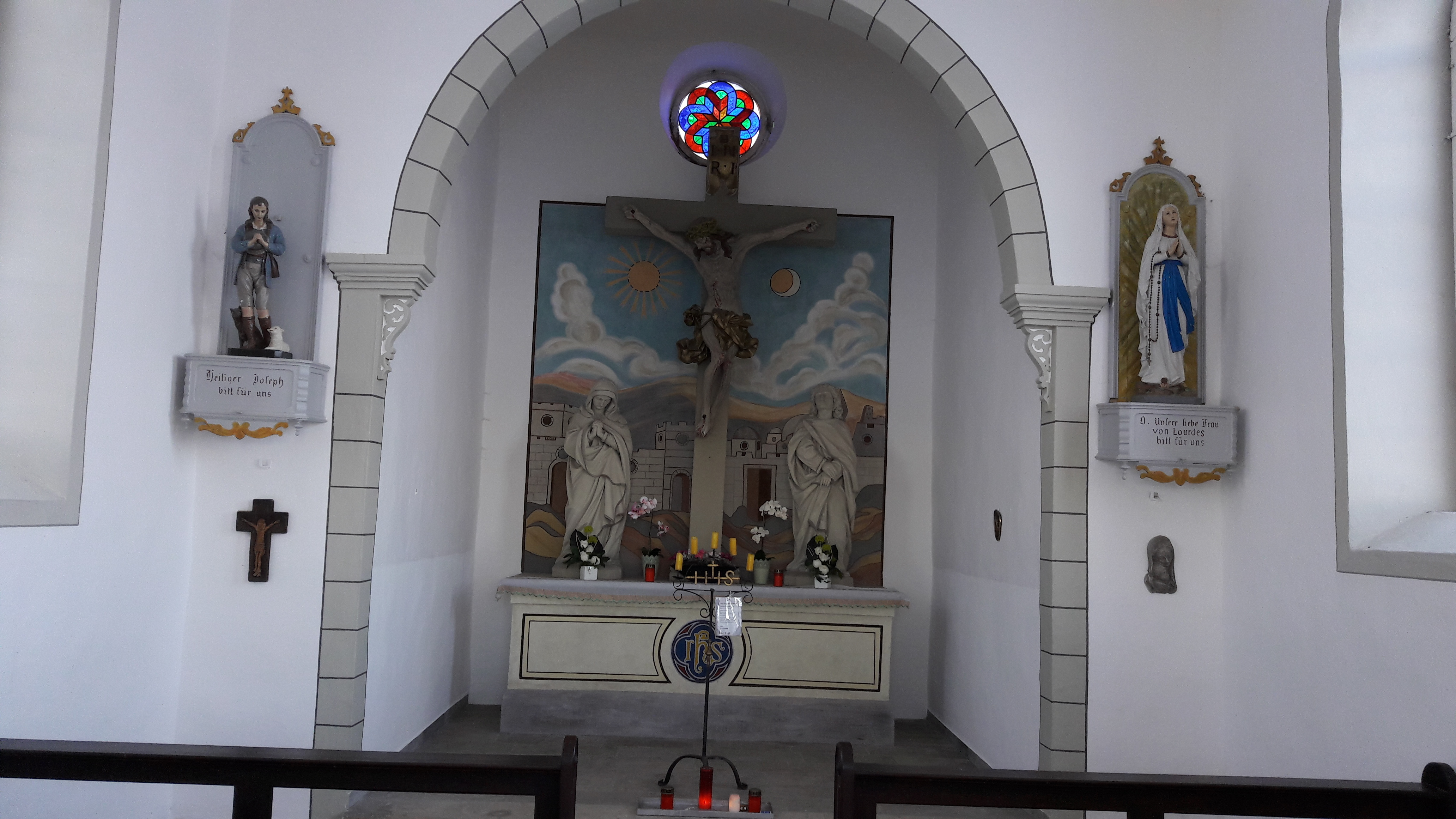
Innenansicht der Kreuzkapelle